# Mensáros László
Mensáros László (Budapest, 1926. január 26. – Budapest, 1993. február 7.) Kossuth- és kétszeres Jászai Mari-díjas színművész, érdemes és kiváló művész.

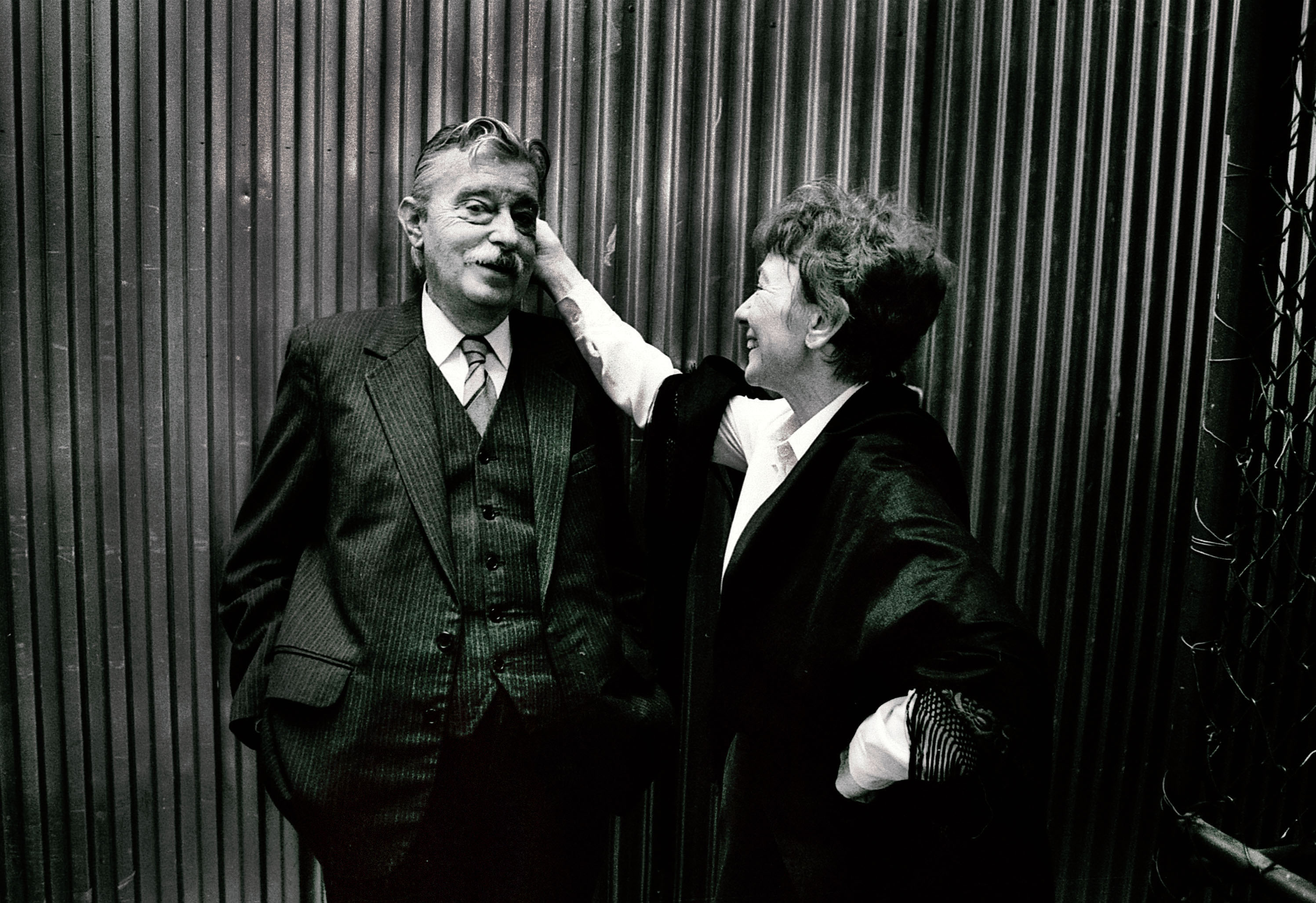
Mensáros László és Csernus Mariann

## Élete

### Fiatalkora
A Ferencvárosban született, a Rákos (ma Hőgyes Endre) utca 11.-ben. Anyai nagyapja dr. Springer Ferenc, az FTC alapító elnöke, aki a Rákos utcai bérházat is építtette 1900-ban, ahol öt gyermeke és azok családja is élt. Édesanyja, Springer Piroska konzervatóriumot végzett, ő ismerte fel ﬁa zenei tehetségét, aki öt- hatéves korában kezdett zongorázni, s gyakran játszottak négykezest. A komolyzene iránti szeretete, egy életen át tartó állandó önképzése során szerzett kimagasló zenei műveltsége számos magán- és közéleti nehézségen, buktatón segítette át.
Édesanyja nevelőnője, Hynum Amália (Pipipi – a családban csak így hívták) Mensáros Lászlót is oktatta, főleg német, francia és angol nyelvre. Édesapja, Mensáros Zoltán, József főherceg testőrtisztje volt, majd 1920-ban századosi rangból ment nyugdíjba. Utána jogi egyetemet végzett és az 1930-as évek második felében kormányfőtanácsosi címet kapott. László elemi iskolai tanulmányait a Champagnan francia papi iskolában végezte, itt tanult meg jobban franciául. 1935–1943 között a Budapesti Szent Benedek-rendi Katolikus Gimnázium tanulója volt, ahol 1943-ban érettségizett.
1944-ben, hogy a katonai behívót elkerülje, a Magyaróvári Mezőgazdasági Akadémiára jelentkezett, de tanulmányait nem tudta elkezdeni, mert a nyilasok feloszlatták az iskolát. Közben édesapját Kassa közigazgatási városparancsnokává nevezték ki. A katonai behívó elől ekkor Magyaróvárról Kassára ment és apja segítségével ott bujkált. 1945 januárjában a közeledő szovjet csapatok elől először a Tátrába, majd Győrbe, Szentgotthárdra, később nyugatra menekültek apjával. Klagenfurtban barakktáborba kerültek, majd Salzburgba szállították, innen 1945 novemberében hazatranszportálták őket. A Gerbeaud cukrászdában kezdett dolgozni, ahol fél évet töltött el.

### Színészi pályájának kezdetei
Fokozatosan érlelődött benne a gondolat, hogy színész legyen, íróbarátai (Pilinszky János, Thurzó Gábor) beajánlották Góth Sándorhoz a Belvárosi Színházba, és fél évre a „színészfejedelem” tanítványa lett. Góth Sándor 1946 nyarán halt meg. Az 1946–47-es tanév első félévében az Országos Magyar Királyi Színművészeti Akadémia hallgatója volt. 1947 januárjától a Széll József vezette Országos Színészegyesület Színészképző Iskolájában folytatta színitanulmányait, ahol kiváló tanárok tanították: Ascher Oszkár, Rátkai Márton, Lázár Mária, Pethes Sándor, Várkonyi Zoltán, Sennyei Vera, Apáthi Imre és Gobbi Hilda. A Várkonyi Zoltán vezette Művész Színház ösztöndíjasa lett; színpadra is lépett, és a színház kamaraszínházában, a Kis Kamarában Balázs (Balás) László néven szerepelt.
1947. május 13-án feleségül vette Juhász Juditot, a Gamma Rt. alapító igazgatójának lányát. 1948. október 25-én megszületett első gyermekük, Péter, 1954. április 12-én második gyermekük, Zsuzsa, majd 1956. március 19-én harmadik gyermekük, Tamás.
1948-ban – az államosítás következtében – átkerült a Színház- és Filmművészeti Főiskolára – polgári származása miatt – Várkonyi Zoltán segítségével. 1949-ben a vezetés politikai okokra hivatkozva a főiskoláról eltávolította. November 17-én – elkeseredésében – Körmendnél tiltott határátlépést kísérelt meg, de elfogták és letartóztatták, 1950. január 1-jétől pedig 13 hónap börtönbüntetésre ítélték. Először Szombathelyen, majd a kaposvári börtönben ült. Itt hat hónapig együtt raboskodott Cziffra Györggyel.
1951 januárjában szabadult ki. Ekkor Görgey Gábor – akit szintén származási okokból eltanácsoltak a Bölcsészkarról – segítségével a Nemzeti Színházba került statisztának, majd a Madách és a Vígszínházban is fellépett néma szereplőként, mint például a Várkonyi Zoltán rendezte Sándor Kálmán: A harag napja című színművében.
1951 tavaszán jelentkezett Szörényi Évánál, hogy mint statiszta képességvizsgát tegyen. Katona József: Bánk bán Melinda–Ottó jelenetét választotta. Néhány mondat után a művésznő megállította és segítségéről biztosította, hogy szerződéshez juttatja.
1952. augusztus 1-jétől 1957 szeptemberéig a debreceni Csokonai Színház tagja volt. 1952–54-ben a Színház- és Filmművészeti Főiskolán folytatja tanulmányait levelező tagozaton. 1954. április 18-án a Rómeó és Júlia bemutatója után augusztus 25-én színésszé nyilvánították és augusztus 25-én megkapta színészoklevelét.

### 1956-os tevékenysége
Az 1956-os forradalom és szabadságharc eseményeiben Debrecenben aktív politikai szerepet vállalt a színházi és a városi Forradalmi Bizottmány tagjaként, többek között neki is köszönhető, hogy a színházban semmiféle atrocitás nem történt. 1957 októberében a Madách Színházhoz szerződött. Akkoriban zajlott első kihallgatása a Budapesti Rendőr-főkapitányságon. 1958. augusztus 22-én Budapesten letartóztatták és a Gyűjtőfogházba vitték, ahol találkozott Darvas Ivánnal, akivel színházi „előadásokat” szerveztek. December utolsó napjaiban Debrecenbe szállították, ahol a fellebbviteli tárgyaláson visszatették az ügyet első fokra, ahová tanúkat is megidézhetett és szabadlábon védekezhetett. 1959. április 9-én a debreceni megyei bíróság – a népi demokratikus államrend megdöntésére irányuló mozgalomban való tevékeny részvétel bűntettéért – 2 év 2 hónap börtönre ítélte. 1959. szeptember 15-én a Legfelsőbb Bíróság népbírósági tanácsa az elsőfokú bíróság ítéletét helyben hagyta. A szabadságvesztés időszakában elvált a feleségétől. Amnesztia következtében börtönbüntetését felezték, és beszámították az előzetes fogságban töltött négy hónapot is. 1960. július 20-án szabadult, Márianosztráról. Ekkor a Rutex nevű cég textilraktárában segédmunkás, majd a margitszigeti Casinóban és a pesterzsébeti Csiliben pincér volt.

### Szabadulása utáni élete
1961 októberétől a szolnoki Szigligeti Színházhoz szerződhetett, amit Berényi Gábor járt ki számára Aczél Györgynél. 1964 szeptemberétől 1984 májusáig a Madách Színház tagja volt. 1968-ban feleségül vette Mikes Gabriellát (Killyt).
1984-ben nyugdíjaztatását kérte. 1985–89-ben a Pázmány Péter Hittudományi Akadémia levelező hallgatója volt. 1986-tól haláláig a Gór Nagy Mária Színésztanodában tanított. 1989. december 5-én meghalt második felesége, Killy. 1993. február 7-én hosszan tartó, súlyos betegség után hunyt el.

## Szakmai pályafutása

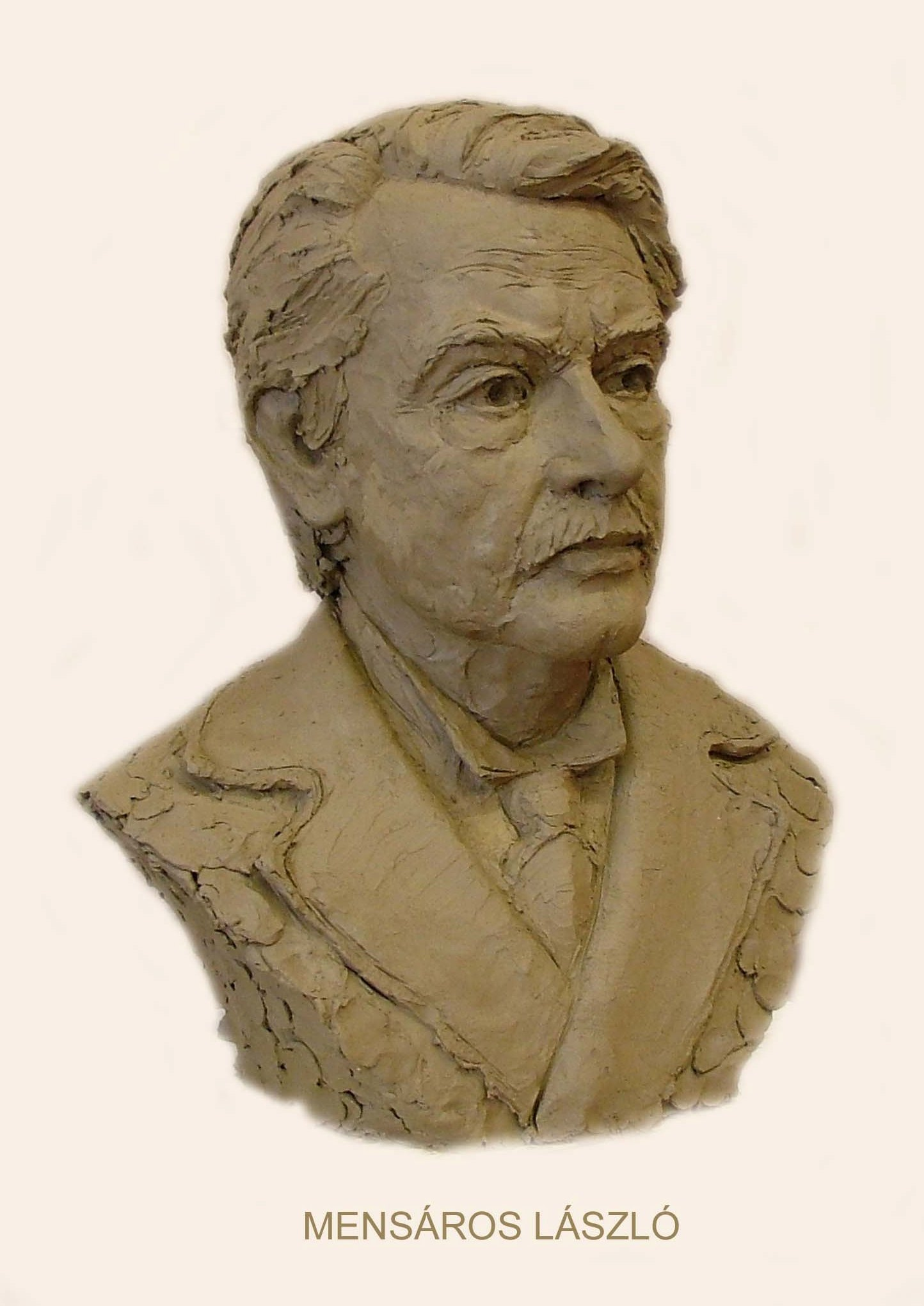
Mensáros László terrakotta mellszobra (Juha Richárd alkotása)

Színészi pályafutását Debrecenben kezdte, az 1952–1957-es évadokban szerepelt itt. Majd két évadra a Madách Színházba szerződött. Szabadulása után, 1961–1964 között a szolnoki Szigligeti Színházban játszott, majd 1964–1984 között ismét a Madách Színház tagja volt. 1984-ben vonult nyugdíjba, de továbbra is vállalt szerepeket mind a Madách Színházban, mind pedig vidéken.
Szerepeit mélyen intellektuálisan, ugyanakkor ironikus-bölcsen, humoros megközelítéssel formázta meg. Előadóművészként jelentkezett a XX. század című műsorával, amellyel új műfajt honosított meg a versmondás hazai művészetében.
Mensáros László nemcsak a politikával került összeütközésbe, hanem nehéz belső terhet is hordozott: „Csak jóval a halála után derült ki, hogy homoszexuális volt. Czeizel Endre 2007-ben közzétette, hogy a neves színész élete vége felé rábízta a titkát. A genetikusnak hátrahagyott üzenete szerint ő maga is vállalta volna nyilvánosan a másságát, ha kora és betegsége nem akadályozza meg benne...az azonban kevéssé valószínű, hogy másságából adódó plusz publicitást aprópénzre váltotta volna: botránykeltésre vagy politikai tőke kovácsolására.” (Deák-Sárosi László)

### Főbb szerepei
- Peter (Goodrich–Hackett: Anna Frank naplója);
- Tuzenbach, Csebutikin (Csehov: Három nővér);
- Hamlet (Shakespeare);
- Hlesztakov (Gogol: A revizor);
- Henry Higgins (Shaw: Pygmalion);
- Maximus (Illyés Gyula: A kegyenc);
- Bicska Maxi (Brecht–Weill: Koldusopera);
- Bokor Pál (Örkény István: Vérrokonok);
- Férfi (Arbuzov: Kései találkozás);
- Norman Thayer (Thompson: Aranytó);
- Lucifer (Madách: Az ember tragédiája);
- Saját előadóestje: XX. század (1965)

### Filmszerepei
- Bolond április (1957)
- Játék a szerelemmel (1957)
- Butaságom története (1965)
- Aranysárkány (1966)
- Szevasz, Vera! (1967)
- Nyár a hegyen (1967)
- A múmia közbeszól (1967)
- Jaguár (1967)
- Ünnepnapok (1967)
- Sellő a pecsétgyűrűn (1967)
- Falak (1968)
- Két nap júliusban (1968)
- Három találkozás (1968)
- Bánk bán (1968)
- Halálnak halála (1969)
- Történelmi magánügyek (1969)
- Imposztorok (1969)
- Próféta voltál szívem (1969)
- Az ember tragédiája (1969)
- A kegyenc (1969)
- Utazás a koponyám körül (1970)
- Egy örült éjszaka (1970)
- N.N., a halál angyala (1970)
- Arc (1970)
- Szerelem (1971)
- Csárdáskirálynő (1971)
- Öt férfi komoly szándékkal (1971) (tévéfilm)
- Szerelmespár (1972)
- Emberrablás magyar módra (1972)
- Harminckét nevem volt (1972)
- Ártatlan gyilkosok (1973)
- Giordano Bruno megkísértése (1973)
- …és a holtak újra énekelnek (1973)
- Ki van a tojásban? (1973)
- Szörnyeteg (1974)
- Sosem lehet tudni (1974)
- Megtörtént bűnügyek (1974)
- Segesvár (1974)
- Aranyborjú (1974)
- 141 perc a befejezetlen mondatból (1975)
- Az Elnökasszony (1975)
- Az áruló (1975)
- A szélhámos (1975)
- Valaki (tévéjáték, 1975)
- Oszlopos Simeon (1976)
- A vihar (1976)
- A zöldköves gyűrű (1977)
- Sakk-matt (1977)
- Feltételes vallomás (1978)
- Csillag a máglyán (1978)
- Küszöbök (1978)
- Bolondok bálja (1978)
- Cseresznyéskert (1979)
- Telefonpapa (1982)
- Humorista a mennyországban (1982)
- Napos oldal (1983)
- Hosszú vágta (1983)
- Osztrigás Mici (1983)
- Kémeri (1984)
- Édes Anna (1990)
- Privát kopó (1992)
- Vigyázók (1992)

## Rádió
- Bokor Péter: Elloptak egy Nobel-díjat (1965)
- Carel és Jozef Capek: A rovarok életéből (1965)
- Lunacsarszkij: Cromwell (1965)
- Nikolaj, Aldo: Kilátó (1965)
- Schneider, Rolf: A harmadik keresztesháború (1965)
- Carr, John Dickson: A császár szelencéje (1966)
- Angyalok citeráján: Emlékezés Dsida Jenőre (1967)
- Kuncz Aladár: A fekete kolostor (1967)
- Giles Cooper: A sültgalamb (1968)
- Homérosz: Odüsszeia (1970)
- Áprily Lajos: Idahegyi pásztorok (1971)
- Mesterházi Lajos: Hobby (1971)
- Németh László: Gyász (1971)
- Agatha Christie: Alibi (1972)
- Balogh László: A tűnékeny alma (1972)
- Kunert, Günther: Idővel tűz támad (1972)
- Önarckép és ars poetica: Kodály Zoltán írásaiból (1972)
- Sommerset Maugham: Zsákutca (1972)
- Karinthy Frigyes: E korban, melynek mérlege hamis (1973)
- Karinthy Frigyes: Kiáltvány (1973)
- Karinthy Frigyes: Megélek a levegőből (1973)
- Karinthy Frigyes: Minden másképp van (1973)
- Karinthy Frigyes: Megnyomok egy gombot (1973)
- Karinthy Frigyes: Hannibál és társai (1974)
- Kolozsvári Grandpierre Emil: Négy-öt magyar összehajol (1976)
- A magyar humor és szatíra története: Elvújítók - nyelvújítók (1977)
- Cibula, Václav: Közönséges szombat (1977)
- Sluckis, Mykolas: Nem veszett a mi kutyánk? (1977)
- Zoltán Péter: Picasso (1977)
- Walentin Chorell: Párbeszéd egy ablaknál (1979)
- Byron - Rádiómontázs (1981)
- Alexandre Dumas, Ifj.: A kaméliás hölgy (1983)
- Kamarás István: Bulányvölgyi állomások (1984)
- Mészöly Miklós: My Jo (1987)
- Mándy Iván: Idegen pályaudvar (1990)
- Ruitner Sándor: Lacrimosa (1991)
- Herczeg Ferenc: Az élet kapuja (1994)

## Kötetei
- A XX. század; in: Egyedül a pódiumon. Öt művész, öt előadóest; szerk. Ny. Fazekas Zsuzsa; NPI, Bp., 1977 (Szkénetéka)
- Mensáros László; sajtó alá rend. Hexendorf Edit, P. Török Margit Anna; Kairosz–Mensáros László Alapítvány, Szentendre–Bp., 2001
- Mit is akartam mondani? Önéletrajz helyett; szerk., jegyz. Balatoni Monika; Kairosz, Bp., 2003 (Magyar Thália)
- Mensáros László naplói; sajtó alá rend., szerk. P. Török Margit Anna; Kairosz–Mensáros László Alapítvány, Bp., 2010 + CD
- Arany; szerk. Szathmáry István, szöveggond. Fejérvári Gergely; MMA, Bp., 2018 + CD
- A XX. század; MMA, Bp., 2019 + CD
- Mensáros László: Hamlet; szerk. Szathmáry István; MMA, Bp., 2019 + 2 CD

## Elismerései
- Jászai Mari-díj (1956, 1969)

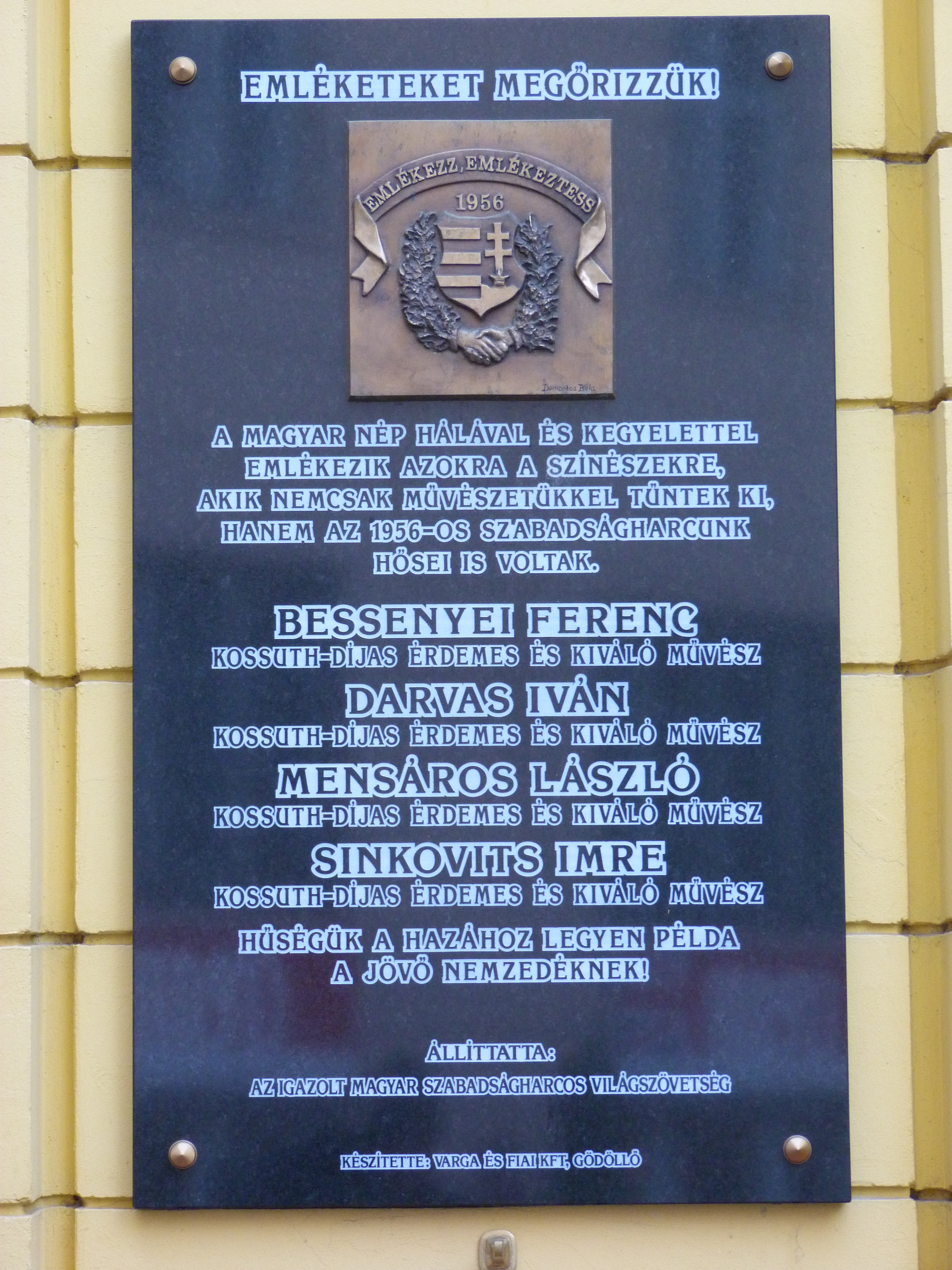
Emléktáblája a Corvin közben

- Művelődési Minisztérium nívódíj (1965) (a legjobb férﬁ alakítás kategória)[7]
- Magyar Filmkritikusok Díja – Legjobb férfi alakítás díja (1967)[8]
- Magyar Filmkritikusok Díja – Legjobb férfi alakítás díja (1968) (legjobb férﬁszínész alakítás kategória)[9]
- A legjobb férﬁszínész díj /Acapulcó/ (1968)[10]
- Érdemes művész (1972)
- A Veszprémi tv-találkozó oklevele (1974)[11]
- Kiváló művész (1978)
- Kossuth-díj (1980)
- Magyar Rádió nívódíj (1987)[12]
- Nyíregyházi Városi Tanács nívódíja (1988)
- Magyar Művészetért díj (1989)
- Magyar Ifjúság Nagydíj (1989)
- A nyíregyházi Móricz Zsigmond Színház örökös tag (1989)
- Országos Rendező Iroda nívódíj (1990)
- Erzsébet-díj (1990, 1992)
- Pro Libertate 1956-os emlékérem kitüntetés (1991)
- A Magyar Köztársasági Érdemrend középkeresztje[13] (1992)
- Magyar Örökség díj (2001, posztumusz)
- Erzsébetváros díszpolgára (2004, posztumusz)

## Mensáros László-díj
A díjat adományozó Mensáros László Alapítványt 1993-ban, Hexendorf Edit nyelvész-irodalomtörténész hozta létre. Az alapítók között olyan ismert személyiségek voltak, mint Mádl Ferenc, Ránki Dezső, Tolnay Klári, Törőcsik Mari, Szörényi Éva, Gulyás Dénes, Hűvösvölgyi Ildikó és Gór Nagy Mária. Az első kitüntetett, 1994-ben Gálffi László volt.

## Származása
| Mensáros László (Budapest, 1926. jan. 26.– Budapest, 1993. febr. 7.) színész | Apja: nagykereki Mensáros Zoltán (Budapest, 1892. április 17.– Budapest, 1946. július 17.) ügyvéd, honvédőrnagy | Apai nagyapja: nagykereki Mensáros Zoltán (1860 körül – Budapest, 1929. június 12.) államvasúti felügyelő                       | Apai nagyapai dédapja: nagykereki Menszáros Dániel (1824–1893) 1848–49-es honvéd                                                        |
| Mensáros László (Budapest, 1926. jan. 26.– Budapest, 1993. febr. 7.) színész | Apja: nagykereki Mensáros Zoltán (Budapest, 1892. április 17.– Budapest, 1946. július 17.) ügyvéd, honvédőrnagy | Apai nagyapja: nagykereki Mensáros Zoltán (1860 körül – Budapest, 1929. június 12.) államvasúti felügyelő                       | Apai nagyapai dédanyja: olvasztó Nyilas Amália (sz.:Nagyvárad)                                                                          |
| Mensáros László (Budapest, 1926. jan. 26.– Budapest, 1993. febr. 7.) színész | Apja: nagykereki Mensáros Zoltán (Budapest, 1892. április 17.– Budapest, 1946. július 17.) ügyvéd, honvédőrnagy | Apai nagyanyja: ekécsi Bereczk Izabella (? – 1946 után)                                                                         | Apai nagyanyai dédapja: ekécsi Bereczk Béla (1835 körül– Budapest, 1877. dec. 26.) ügyvéd                                               |
| Mensáros László (Budapest, 1926. jan. 26.– Budapest, 1993. febr. 7.) színész | Apja: nagykereki Mensáros Zoltán (Budapest, 1892. április 17.– Budapest, 1946. július 17.) ügyvéd, honvédőrnagy | Apai nagyanyja: ekécsi Bereczk Izabella (? – 1946 után)                                                                         | Apai nagyanyai dédanyja: Spuller Etelka                                                                                                 |
| Mensáros László (Budapest, 1926. jan. 26.– Budapest, 1993. febr. 7.) színész | Anyja: Springer Piroska (1899 körül– Budapest, 1963. júl. 14.)                                                  | Anyai nagyapja: Springer Ferenc (Pest, 1863. október 15.– Budapest, 1920. október 29.) ügyvéd, politikus, az FTC alapító elnöke | Anyai nagyapai dédapja: Springer Ferenc                                                                                                 |
| Mensáros László (Budapest, 1926. jan. 26.– Budapest, 1993. febr. 7.) színész | Anyja: Springer Piroska (1899 körül– Budapest, 1963. júl. 14.)                                                  | Anyai nagyapja: Springer Ferenc (Pest, 1863. október 15.– Budapest, 1920. október 29.) ügyvéd, politikus, az FTC alapító elnöke | Anyai nagyapai dédanyja: Förster Anna                                                                                                   |
| Mensáros László (Budapest, 1926. jan. 26.– Budapest, 1993. febr. 7.) színész | Anyja: Springer Piroska (1899 körül– Budapest, 1963. júl. 14.)                                                  | Anyai nagyanyja: Bauer Mária (Alcsút, 1877. máj. 2.– Budapest, 1953. aug. 14.)                                                  | Anyai nagyanyai dédapja: Dr. Bauer Antal (1847 körül– Budapest, 1898. dec. 1.) főhercegi udvari- és margitszigeti fürdőorvos, róm. kat. |
| Mensáros László (Budapest, 1926. jan. 26.– Budapest, 1993. febr. 7.) színész | Anyja: Springer Piroska (1899 körül– Budapest, 1963. júl. 14.)                                                  | Anyai nagyanyja: Bauer Mária (Alcsút, 1877. máj. 2.– Budapest, 1953. aug. 14.)                                                  | Anyai nagyanyai dédanyja: Rosenbach Ida (1854 körül– Budapest, 1933. márc. 11.)                                                         |